# 矢島沙羅
矢島沙羅（日语：矢島 さら，1961年3月12日—），日本女性小說家、輕小說作家。出身於神奈川縣橫濱市。

## 經歷、人物
1989年發表了以時下女高中生題材的作品開始投入職業小說家行業，在當時是輕小說先驅的富士見書房出版社出道。2000年代開始，她為傳奇系列執筆寫了許多遊戲小說化的作品。並在網路發表動畫《鬼太郎 第五作》的小說化作品「妖怪丁」，在那之後存在著未印刷成單行本的連載小說和自身原創小說。
喜歡青蛙，並作為喜歡青蛙人士所組成的“青蛙朋友協會”成員活動，積極出版和青蛙相關的書籍。

## 作品列表

### 小說
Fami通文庫發行書籍
傳奇系列小說版在各作品中，大部分會加入像「時（とき）」的言語。
※ ISBN部分請參照各遊戲作品的「小說」項目。
- 命運傳奇
  - 命運傳承者 上冊、下冊
  - 蒼黑的思念

- 幻想傳奇
  - 悠久的時空 上冊、下冊
  - 真紅瞳
  - 琥珀回廊
  - 紺碧絆
  - 瑠璃夢

- 永恆傳奇
  - 永遠 1冊－3冊
  - 蒼天之星 上冊、下冊
  - 曉之約束 上冊、下冊
  - 希望

- 命運傳奇2
  - 蒼黑的追憶 上冊、中冊、下冊
  - 朱鷺色之風

- 交響曲傳奇
  - 久遠的光輝 1冊－4冊
  - 青翠之器

- 重生傳奇
  - 第一話 落日的瞬間 上冊、下冊
  - 第二話 虛偽的再誕 上冊、下冊
  - 第三話 嶄新的時代

- 深淵傳奇
  - 緋色的旋律 上冊、中冊、下冊
  - 雪白的未來 上冊、下冊
  - 黃金的祈願 上冊、下冊

- 交響曲傳奇 -拉塔特斯克的騎士-
  - 世界的願望 1冊－3冊
  - 果想 上冊、下冊

- 宵星傳奇
  - 金月
  - 青天空
  - 銀明星

B's-LOG文庫發行書籍
- 薄櫻鬼 ～新選組奇譚～
  - 薄櫻鬼 壹
  - 薄櫻鬼 貳
  - 薄櫻鬼 參
  - 薄櫻鬼 四

- 薄櫻鬼 雪華錄
  - 薄櫻鬼 雪華錄 ～宵～
  - 薄櫻鬼 雪華錄 ～明～

- 薄櫻鬼 黎明錄
  - 薄櫻鬼 黎明錄 壹
  - 薄櫻鬼 黎明錄 貳

- 雅戀 ～MIYAKO～
  - 夢式神 狐高陰陽師
  - 愛式神 皇子

- OZMAFIA!!
  - 流星夜願

其它出版社
- KK Bestsellers發行

-   - 精靈召喚 ～Princess of Darkness～

### 原創作品
富士見書房
- 放課後（富士見文庫，1989年5月）
- 赤月（富士見文庫，1989年9月）
- （富士見文庫，1990年4月）

講談社X文庫Teen's heart
- 原宿！（1990年3月）
- 待（1990年8月）
- 白羽根：原宿2（1990年12月）
- ：禁（1991年6月）

大和書房
- 真夜中：（1991年4月）
- 逢（1994年5月）

實業之日本社
- 抱（1993年6月）

Bestsellers
- 本出瞬間（1995年12月）

Benesse Holdings
- 通販推理生活（1997年7月）
- 未知世界大冒（繪：姬川明）（未單行本化）
  - 於2003年度進研研究會小學講座5年級生對象情報雜誌《放學後探險》連載。

世界文化社
- （繪本。插圖：杉山摂朗，2000年9月）

德間Dual文庫
- ：誓（插圖：濱元隆輔，2002年6月）

### 隨筆集、其它
- （大和書房，1993年2月 → 文庫化：福武文庫（日语：ベネッセコーポレーション），1997年2月）
- （PARCO出版，1997年7月）
- 男女（PARCO出版，1998年2月）
- （數位好萊塢出版局，2000年10月 → enterbrain Fami通Book，2001年6月）
- 虫百面相 （光人社，難波由城雄（日语：難波由城雄） 攝影、矢島沙羅 文，2005年5月）